# Поленц (река)
Поленц (нем. Polenz) — река в Германии. Длина реки — 29,4 км. Площадь водосборного бассейна — 40 км².
Высота истока — 380 м над уровнем моря. Высота устья — 150 м над уровнем моря.
Берёт начало около германо-чешской границы между деревнями Лангбуркерсдорф и Нова Виска из девяти истоков, которые находятся южно-восточнее горы Раупенберг (461 м) преимущественно на германской территории и соединяются на высоте 363 м над уровнем моря.
Верхнее течение Поленца образует границу между Ховальдом и Саксонской Швейцарией. За одноимённой деревней река течёт по узкой глубокой долине с множеством меандров. Верхняя часть долины реки Поленц известен как место с наибольшим количеством дикорастущих белоцветников Германии. Луга с белянками весной популярны среди туристов.
Недалеко от города Хонштайн лужицкий гранит сменяет песчаник Саксонской Швейцарии, что хорошо видно по глубине вреза реки в камень.